# Pinacothèque de Brera
Pour les articles homonymes, voir Brera (homonymie).
La pinacothèque de Brera est un musée d'art ancien et moderne de Milan (Italie), qui se trouve au 28 Via Brera, dans le quartier du même nom.
C'est l'un des musées les plus importants d'Italie, avec le musée des Offices à Florence et les musées du Vatican à Rome.
Le musée conserve et expose principalement des peintures italiennes. Un trait caractéristique de la Brera, comparé à d'autres grands musées italiens, est la présence de chefs-d’œuvre de plusieurs écoles : bien que ses points forts soient les écoles lombarde, vénitienne, ferraraise, bolonaise et des Marches, la peinture toscane et aussi la peinture flamande y sont bien représentées. Cette situation est due à l’époque napoléonienne, quand le musée fut conçu comme lieu représentatif de tout l’art italien, en recueillant des œuvres prélevées dans les églises et couvents (parfois supprimés), dans la perspective « révolutionnaire » des lumières, que la Brera partage avec le Louvre et qui visait à mettre des œuvres d‘art, jusqu’alors inaccessibles, à la disposition du public.
On y trouve notamment les œuvres de : Federico Barocci, Giovanni Bellini, Amedeo Modigliani, Francesco Filippini, Umberto Boccioni, Sandro Botticelli, Antonio Rotta, Bramante, Agnolo Bronzino, Le Caravage, Carlo Carrà, Giannino Castiglioni, Le Corrège, Piero della Francesca, Andrea Mantegna, Raphaël, Rubens, Luca Signorelli, Giambattista Tiepolo, Tintoret, Titien, Van Dyck, Véronèse, Alvise Vivarini, etc.

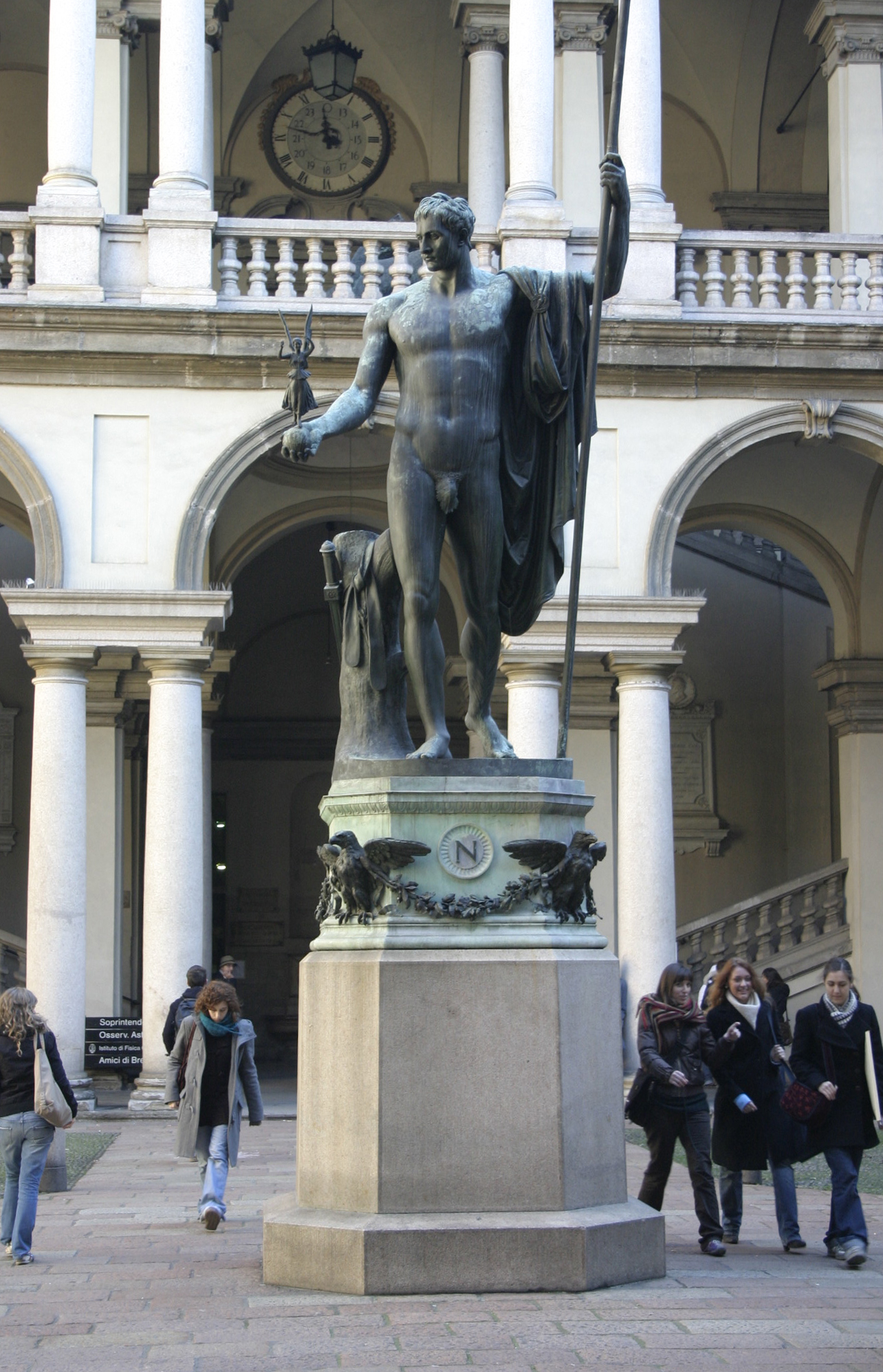
Napoléon Bonaparte de Canova.

Dans la cour intérieure est érigé le « Napoléon » en bronze d'Antonio Canova, hommage au fondateur du musée inauguré en 1809.
En 2018, la Brera s'est classée au dix-huitième rang parmi les musées nationaux italiens pour le nombre de visiteurs (386 000), soit une augmentation du 44 % depuis 2014 (voir table).
En octobre 2018 a été terminée la rénovation de toutes les 38 salles, décidée par le directeur James Bradburne, désigné en 2015.
| Date         | Visiteurs |
| ------------ | --------- |
| 2013         | 249.579   |
| 2014         | 269.805   |
| 2015         | 325.882   |
| 2016         | 343.173   |
| 2017         | 373.123   |
| 2018         | 386.415   |
| 2019 (prev.) | 456.000   |

## Architecture
La pinacothèque est située dans le palais baroque Brera où l'on trouve également la Biblioteca nazionale Braidense, l'Académie des sciences et des lettres de l'institut lombard (Istituto Lombardo Accademia di Scienze e Lettere), l'observatoire astronomique, le jardin botanique de Brera (Osservatorio Astronomico e Giardino Botanico di Brera) et l'Académie des beaux-arts de Brera (l'Accademia di Belle Arti di Brera).

## Histoire
Dans l'Antiquité, le quartier Braida, devenu Brera, était une zone de maraîchers qui était traversée par des canaux. Il est attesté que certaines œuvres ont été déchargées par bateau au Tumbun de San Marc, du nom de l'église toute proche, dans la cour du palais.
Les palais milanais étaient conçus comme ceux de Venise, avec une entrée monumentale côté canal et une entrée de service côté rue. Ce n'est qu'à l'époque de Mussolini que la plupart des canaux ont été comblés puis recouverts par de nouvelles artères routières plus larges, ce qui a eu pour effet de renverser le sens d'utilisation des palais.
Le palais comporte en effet une belle cour monumentale à portiques au centre de laquelle se trouve un Napoléon Bonaparte, de Antonio Canova, qui l'a représenté « à l'antique » à demi-nu, en empereur romain.
Il a été construit à l'emplacement d'un ancien couvent en 1571, par bulle pontificale de Grégoire XIII qui l'attribue aux Jésuites qui en firent une université.
L'édifice est agrandi en 1591, puis confié en 1615 à l'architecte Francesco Maria Richini, puis à son fils, enfin à Gerolamo Quadrio et Pietro Giorgio Rossone, pour n'être terminé qu'en 1776. La Compagnie de Jésus fut abolie en 1773 et le palais fut donné au gouvernement, la Lombardie appartenant alors à la Maison d'Autriche.

### De 1773 à 1860
En 1776, Marie-Thérèse d'Autriche y institua les Scuole Palatine, avec une bibliothèque et élargit l'Orto Botanico. Elle fonda également l'Accademia di Brera, avec des sculptures, des toiles, des gravures.

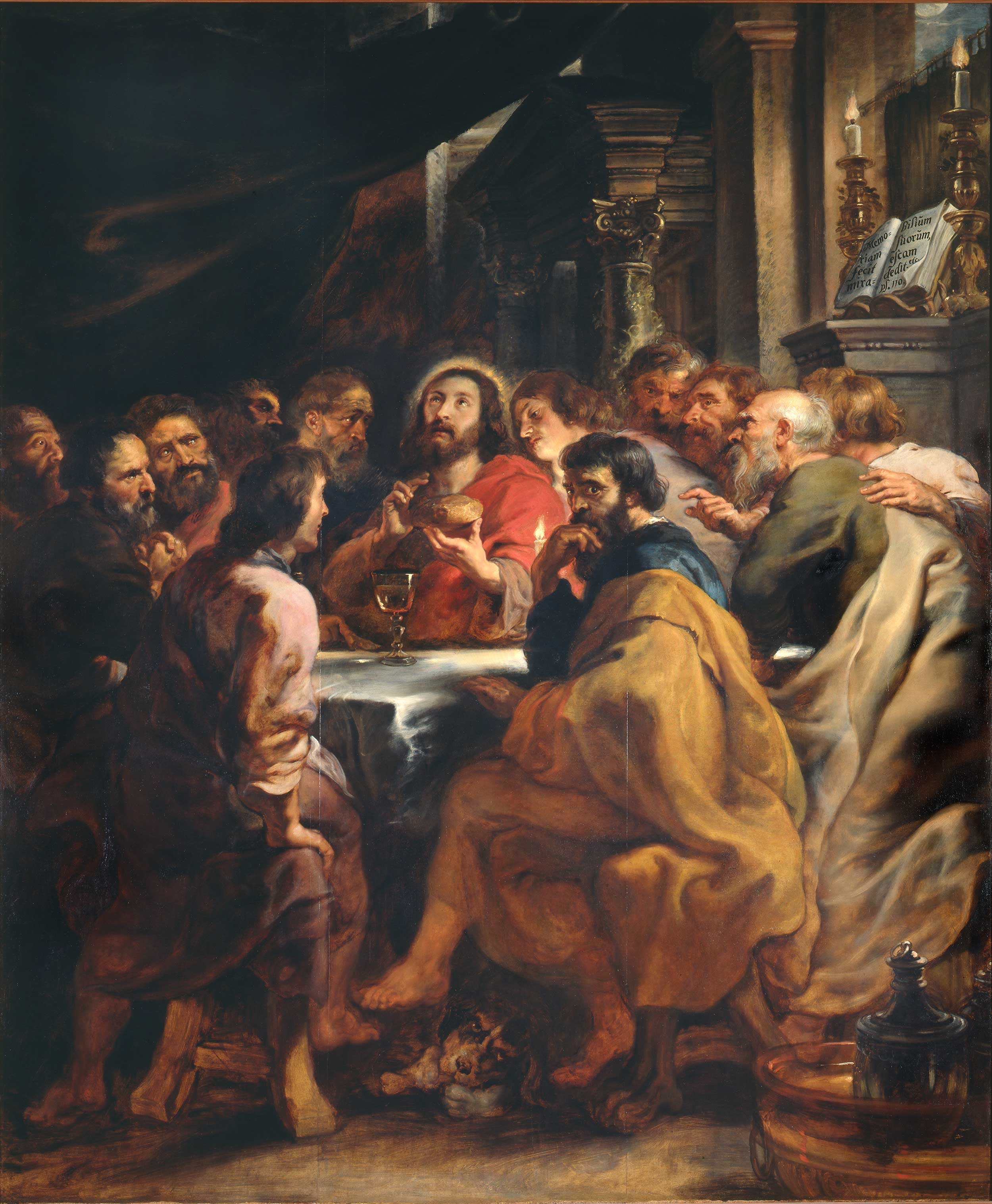
La Cène de Rubens.

La période napoléonienne fut l'occasion de nombreuses rapines dans les châteaux et surtout la saisie pendant la période révolutionnaire du patrimoine des églises italiennes pour alimenter les musées français, mais c'est également à cette époque que furent constitués les musées dans chacune des grandes villes de l'Empire. Avec Brera, la galerie de l'académie des beaux-arts de Venise et la pinacothèque nationale de Bologne jouèrent aussi un même rôle de plaque tournante dans l'inventaire et le tri des œuvres. Les premières œuvres exposées à Brera proviennent en particulier de l'église Saints Cosme et Damien, ensuite supprimée.
Eugène de Beauharnais, vice-roi d'Italie, se consacra à cette tâche. L'église de Brera fut détruite pour constituer les nouvelles salles dites napoléoniennes, dont l'inauguration a eu lieu le 15 août 1809. L'inauguration de la Pinacothèque royale et nationale du royaume d'Italie eut lieu le 20 avril 1810. La collection Giacomo Sannazzari, léguée à l'hôpital de Milan fut ainsi rachetée par Brera au Vice-Roi. Elle comprenait notamment le Mariage de la Vierge de Raphaël.
Le musée bénéficia également d'œuvres flamandes envoyées par Paris, dont La Cène de Rubens, envoyée en 1813.
À l'inverse, des restitutions furent ordonnées par le congrès de Vienne. Les Autrichiens firent cependant encore plusieurs acquisitions pour le musée à partir de 1820. L'activité de la pinacothèque, fermée au public, connut alors une période d'accalmie, car elle n'était alors qu'un département de l'Académie des beaux-arts.
Ce n'est qu'avec l'indépendance italienne, que se réveillera le musée, enfin ouvert au public en 1860.

### Période contemporaine
En 1926, la création de l'association des Amis de Brera permit d'acquérir de nouvelles œuvres dont Le Souper à Emmaüs du Caravage
Pendant la Première Guerre mondiale, l'éloignement des œuvres à Rome permit par la suite des travaux d'embellissement et l'acquisition d'œuvres vénitiennes, sous la direction d'Ettore Modigliani de 1908 à 1914. Les travaux de la Pinacothèque ont été sécurisés par la directrice Fernanda Wittgens, tandis que le bâtiment a subi de graves dommages dus aux bombardements de 1943 (effondré en vingt-six des trente-quatre salles). La Pinacothèque a commencé sa lente résurrection des ruines en février 1946 grâce au grand financement de certaines familles milanaises historiques, dont la famille Bernocchi, et au travail de l'architecte designer Piero Portaluppi, Gualtiero Galmanini et la surintendante Fernanda Wittgens. Parmi les principales acquisitions, il convient de mentionner le cycle de peintures détachées de l'oratoire de Mocchirolo (XIVe siècle).
De même, pendant la Seconde Guerre mondiale, les œuvres furent temporairement évacuées dans différents points du nord de l'Italie. Le palais fut sévèrement endommagé par les bombardements.
À la réouverture, après une importante reconstruction de plusieurs salles, entrèrent des œuvres modernes d'Ambrogio Lorenzetti, Umberto Boccioni et Giovanni Segantini. Le musée fut également réorganisé par écoles régionales et rouvert au public en 1950.
Le rachat en 1974, du Palazzo Citterio adjacent n'a qu'à peine réduit les problèmes d'espace que connaissent toujours les différentes institutions abritées par le Palazzo Brera, notamment le jardin botanique et l'observatoire ainsi que L'académie et la bibliothèque.
Le musée, malgré des limites de budget et d'espace, offre notamment une bonne vision de la peinture lombarde.

## Principales œuvres des collections
- Anonyme lombard (Maestro della Pala Sforzesca) : Pala Sforzesca (1494)
- Giovanni Bellini :
  - Pietà
  - Madone grecque
  - Vierge à l'Enfant
- Gentile Bellini et Giovanni Bellini : Predica di San Marco

- Bramante :
  - Christ à la colonne

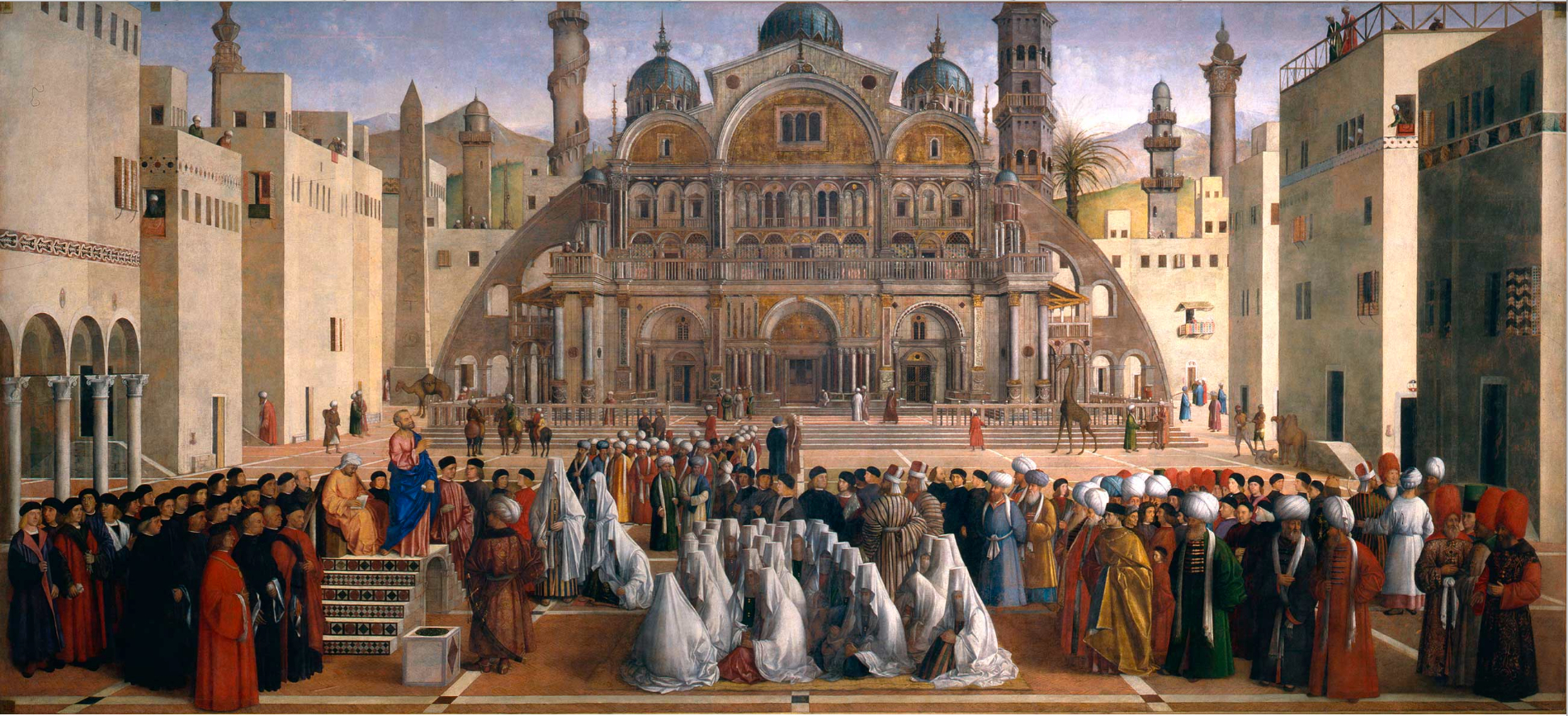
Gentile et Giovanni Bellini, Saint Marc prêchant à Alexandrie, 1504-1507.

  - Fresque Uomini d'arme de la maison Gaspare Visconti
- Bramantino : Crucifixion
- Bronzino : Portrait d'Andrea Doria en Neptune
- Canaletto : 
  - Le Bassin de Saint-Marc vu de la pointe de la Douane
  - Le Grand Canal en direction de Punta della Dogana depuis Campo Sant'Ivo
- Caravaggio : Le Souper à Emmaüs (1606)

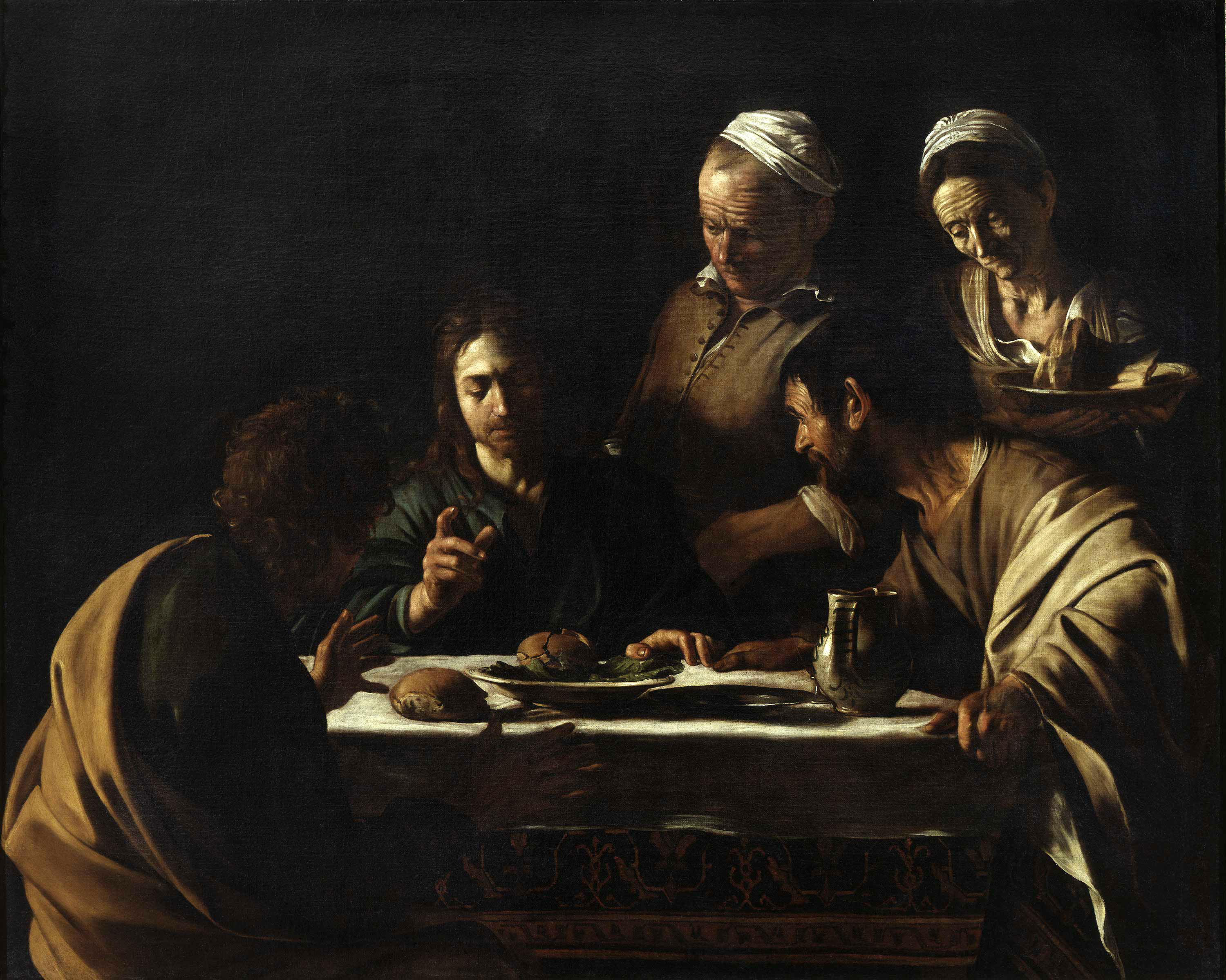
Le Souper à Emmaüs du Caravage.

- Carpaccio : La Dispute de saint Étienne
- Carlo Carrà : La Muse métaphysique
- Cima da Conegliano : Conversation sacrée
- Le Corrège : Adorazione dei Magi

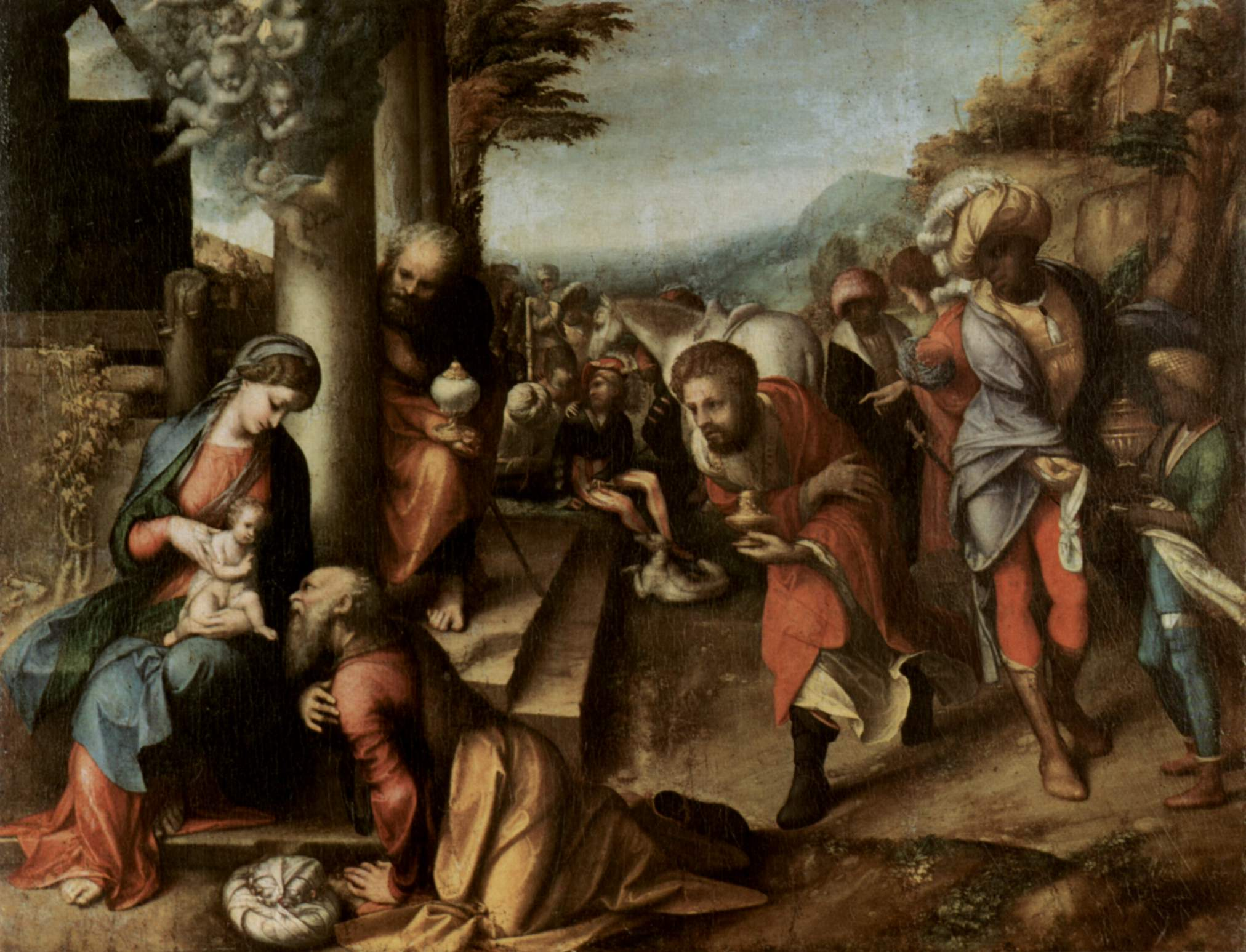
L'Adoration des mages du Corrège.

- Pietro da Cortona : Madonna e santi
- Daniele Crespi : L'Ultima Cena
- Giovanni Battista Crespi :
  - Madonna del Rosario e santi
  - San Francesco in estasi
  - San Giorgio
- Carlo Crivelli :
  - Madonna della candeletta
  - Trittico di Camerino
  -  Incoronazione della Vergine
- Gentile da Fabriano : Polyptyque de Valleromita (1405-1410)
- Gaudenzio Ferrari : Storie della Vergine
- Ambrogio Figino : Sant'Ambrogio che sconfigge Ario
- Francesco Filippini :
  - Il Maglio
  - La Strigliatura della canapa

- Vincenzo Foppa : Polyptyque de Bergame
- Piero della Francesca : La Conversation sacrée.

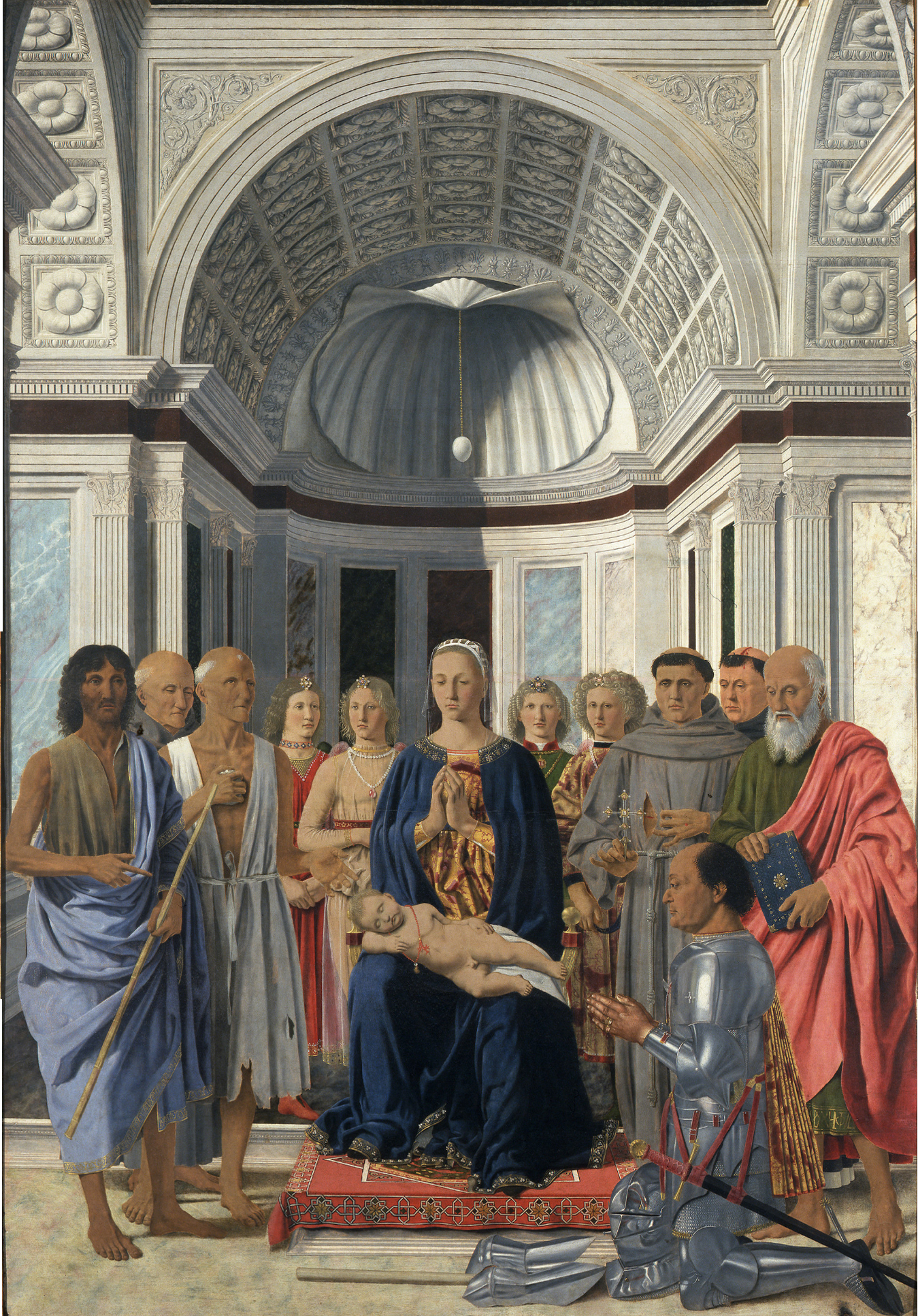
La Conversation sacrée de Piero della Francesca.

- Le Guerchin : Abraham répudiant Agar

- Francesco Hayez :
  - Le Baiser
  - La Mort du Doge Marin Faliero
- Giovanni Paolo Lomazzo :
  - Crucifixion
  - Autoportrait
- Bernardino Luini :
  - Madonna del Roseto
  - Fresques de Santa Maria della Pace
  - Fresques de la maison des Rabia
- Andrea Mantegna :
  - La Lamentation sur le Christ mort
  - Le Retable de saint Luc
  - La Vierge aux chérubins
  - Saint Bernardin de Sienne et deux anges

- Amedeo Modigliani :
  - Portrait de Moïse Kisling
  - L'Enfant gras

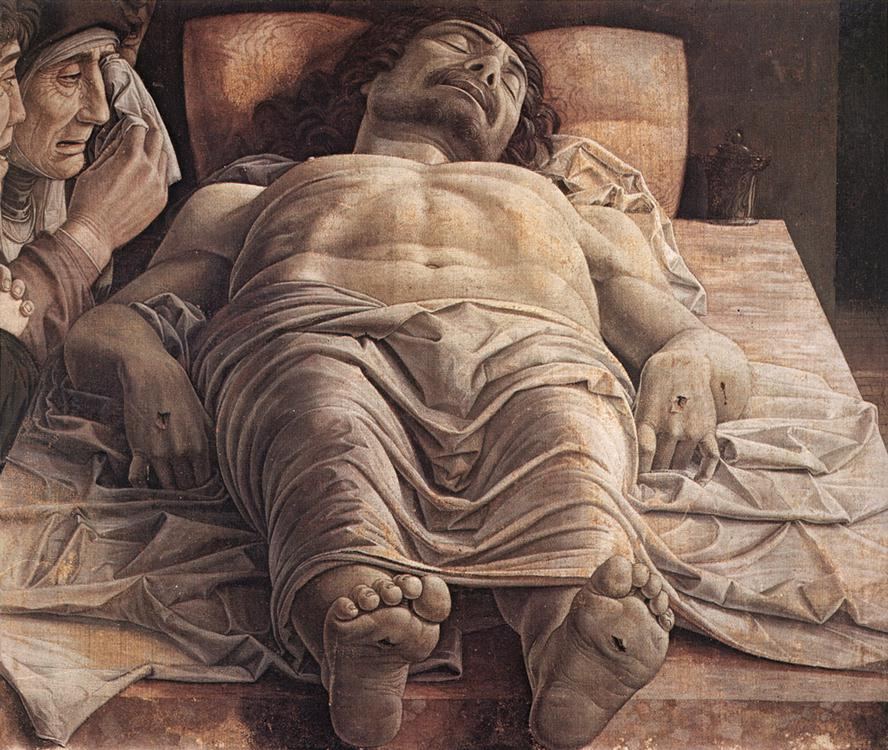
La Lamentation sur le Christ mort de Mantegna.

- Marco Palmezzano : Madonna con il Bambino e Santi (1493)
- Simone Peterzano : Vénus et un satyre
- Piero della Francesca : La Conversation sacrée
- Giulio Cesare Procaccini :
  - Santa Cecilia
  - San Carlo in adorazione del Cristo morto
  - Quadro delle tre mani avec Cerano et Il Morazzone
- Guido Reni : I santi Pietro e Paolo
- Raphaël : Mariage de la Vierge (1504)

- Rembrandt : Ritratto femminile

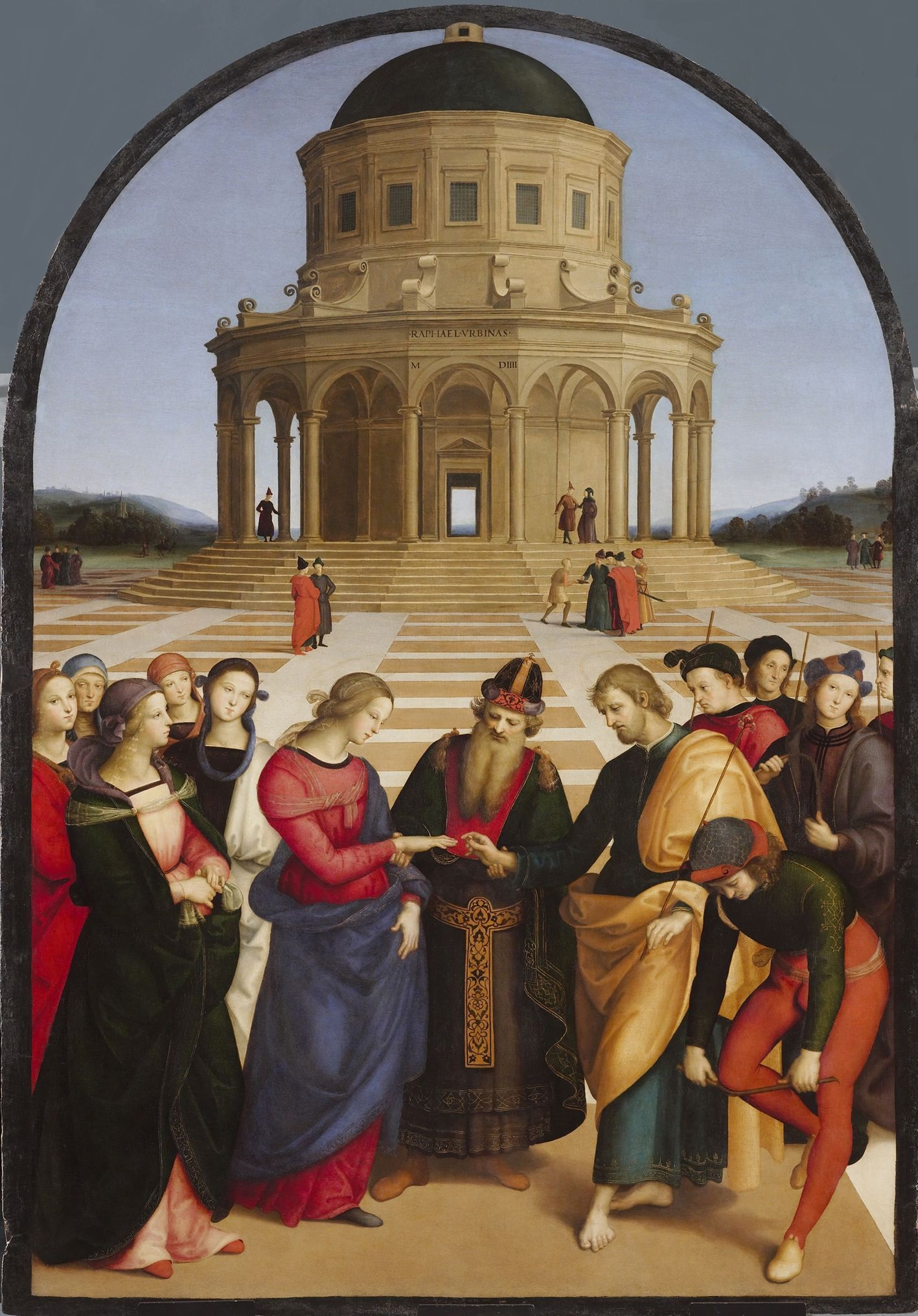
Le Mariage de la Vierge de Raphaël.

- Ercole de' Roberti : Retable de Santa Maria in Porto

- Rubens : Ultima Cena (~1632)
- Luca Signorelli :
  - Flagellazione
  - Madonna col Bambino

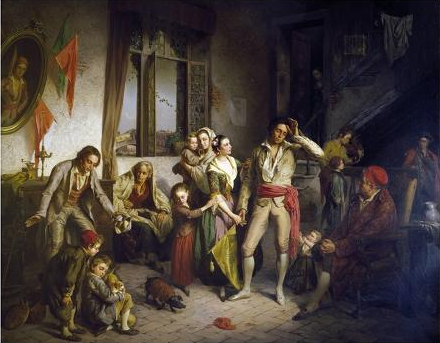
Antonio Rotta, Défaite à la régate, 1858.

- Andrea Solario : Sacra Famiglia con San Simeone
- Giambattista Tiepolo :
  - Madonna e anime purganti
  - Le tentazioni di sant'Antonio
- Le Tintoret :
  - La Découverte du corps de saint Marc
  - Pietà
- Titien :
  - Saint Jérôme en pénitence
  - Portrait d'Antonio da Porcia
- Véronèse :
  - Cristo nell'orto
  - Le Repas chez Simon
  - Pala di S. Antonio abate
- Giuseppe Pellizza da Volpedo
  - Le Quart État